# Пасинки неба
Пасинки неба (англ. Orphans of the Sky) — науково-фантастичний роман Роберта Гайнлайна з двох частин. Входить в цикл творів «Історія майбутнього». Вийшов у журналі Astounding Science Fiction: перша частина «Всесвіт» в травні 1941, друга частина «Здоровий глузд» у жовтні 1941.

## Світ
«Фонд Джордана» у 2119 році відправив гігантський циліндричний корабель поколінь «Авангард»  до Проксими Центавра, він повинен був долетіти за 60 років. 2172 року на кораблі стався заколот під керівництвом молодшого механіка Роя Хаффа, в результаті загинули всі пілоти, інженери та 90 % членів екіпажу. Тим, хто вижив було не під силу керувати кораблем, їм довелося направити всі зусилля на виживання. З часом їхні нащадки втратили поняття про мету польоту і призначення корабля і скотилися на рівень доіндустріального суспільства. «Авангард» летить в космічному просторі ніким не керований. Зупинені головні двигуни, більше не підтримується захист від космічного випромінювання, а екіпаж не знає про вимірювання часу.
«Екіпажем» управляє олігархія «Вчених» та «Офіцерів» на чолі з «Капітаном». Існує релігія, в якій Джордан є богом-творцем, а Хафф — втіленням зла. Передаються усно священні тексти, які запам'ятовують «Свідки», які виконують роль істориків, суддів та нотаріусів. «Екіпаж» займається фермерством на нижніх оранжерейних палубах корабля. Сліди генетичних мутацій серед «Екіпажу» вважаються ознакою гріха («печаттю Хаффа»). Таких дітей відправляють в Конвертер, що перетворює будь-яку матерію в енергію для корабля.
На верхніх технічних палубах, з низькою гравітацією, ховаються численні кочові групи «м'ютів» — мутантів-заколотників (англ. mutie), які виробляють холодну зброю — ножі для метання і ближнього бою та пращі. Вони викрадають людей Екіпажу та їх худобу і харчуються ними.
«Екіпаж» як і раніше використовує терміни «Корабель» і «Політ», але не розуміє їхнього змісту, вважаючи, що всесвіт обмежений внутрішнім простором корабля; а космосу, зірок та планет не існує, отже, фрази типу «переміщення корабля» вважаються безглуздими. Згадка «Польоту», його завершення для виконання «плану Джордана» в старих текстах інтерпретується як метафора руху від народження до смерті, а ньютонівські закони гравітації — як символи любовних стосунків.

## Сюжет

### Всесвіт
Головний герой — розумний і допитливий юнак Г'ю Голанд, який був обраний учнем «Вчених», що ритуально виконують технічні завдання, необхідні для підтримки життєдіяльності «Корабля», зокрема, спалювання відходів і трупів в Конвертері для забезпечення освітлення та екологічної рівноваги. «Вченим» дозволено читати священні книги — посібники з експлуатації механізмів корабля, підручники з фізики та астрономії. Г'ю вступає до групи молодих вчених-радикалів, які хочуть поширити «вчення Джордана» і на м'ютів, завоювавши їх.
Під час розвідувального рейду на верхні палуби, Г'ю був захоплений в полон. Він стає рабом Джо-Джима Грегорі, двоголового мутанта, лідера впливової банди м'ютів. Завдяки своєму розуму і начитаності, Джо-Джим склав собі уявлення про справжню природу всесвіту, яким ділиться з Г'ю, продемонструвавши йому зоряне небо через оглядове вікно в «Головній рубці».
За час навчання Г'ю запримітив, що корабель наблизився до якоїсь зірки. Він переконує Джо-Джима, що місія «Авангарду» повинна бути доведена до кінця. Г'ю повертається до «Вчених», щоб переконати їх допомогти йому. Він починає зі свого колишнього шефа — «Головного Інженера» Біла Ертца, який був автором плану підкорення м'ютів. Ертц заарештовує його за звинуваченням у єресі до їхніх релігійних догматів, Г'ю засуджують до страти в конвертері. Перед стратою до Г'ю приходить його старий учитель «Лейтенант» Нельсон і виконує останнє прохання — побачення зі старим другом Аланом Махоні. На прохання Г'ю, Алан йде на верхні рівні, де переконує Джо-Джима зробити набіг і відбити полоненого. М'юти викрадають разом з Г'ю і Біла Ертца.

### Здоровий глузд
Г'ю показує Біллу та Алану космос через ілюмінатор рубки, Білл погоджується допомогти Г'ю. Джо-Джим, Г'ю, Білл, Алан і карлик Бобо, виконавши ритуальний обряд, стають кровними братами.
Біл намагається переконати помічника капітана Фінеаса Нарбі, приєднатися до їхньої справи, привівши його, своєю чергою, в Головну рубку корабля. Той вдає, що згоден; але насправді переслідує свої, далекосяжні цілі.
Білл Ертц, натхненний ілюстрованою книгою «Три мушкетери», знайденою ним у Джо-Джима, ініціює виготовлення мечів і обладунків, які перевершують звичайну зброю мешканців корабля.
Фінеас та Біл здіймають повстання молодих вчених. Важкоозброєний загін «мушкетерів» вбиває старого Капітана і його прихильників. Фінеас стає новим Капітаном, Джо-Джим — віцекапітаном і намісником в країні м'ютів, Біл — Головним інженером Корабля, а Г'ю — Навігатором «Авангарду».
Г'ю намагається зрозуміти, як вийти з корабля, щоб перебратись на планету після приземлення корабля. Вони знаходять поруч з Головним двигуном експедиційний космічний шатл, а в ньому — корабельний журнал, з якого дізнаються справжню історію заколоту Хаффа. Г'ю наказує завантажити в шлюпку провіант, воду і паливо для її конвертера, але не повідомляє про це капітана Нірбі.
Г'ю збирається приступити до керованого польоту Корабля, однак капітан заявляє кровним братам, що не вірить в справжній космос, а рубки — лише містифікація. Капітан починає винищення м'ютів.
Бобо та голова Джо одразу гинуть в битві. Джим жертвує собою даючи можливість Г'ю, Білу та Алану прорватися до шлюпки, захопивши з собою дружин.
Г'ю від'єднує шатл від «Авангарду» і зрештою автопілот приземляє її на придатному для життя супутнику газового гіганта. Розробники корабля передбачили можливість того, що пілоти майбутніх поколінь екіпажу можуть не мати достатніх навичок для здійснення посадки. Люди, що провели все життя в зорельоті, спочатку відчувають себе погано на планеті, але дуже швидко освоюються і починають вивчати новий світ. Вони завершили свій політ, отже, виконали «план Джордана».

## Зв'язок з іншими творами Гайнлайна
Подальша доля «Авангарду» коротко описана в XIV главі роману «Достатньо часу для кохання» — мешканці корабля загинули, атмосфера зникла, залишені записи були надзвичайно невиразними і уривчастими.
Нащадки Холанда, Махоні та Ертца за 700 років, що після висадки на супутник, скотилися на технічний рівень кам'яної доби і стали канібалами, зберігши, однак, високий рівень інтелекту і створивши великий епос.
«Авангард» згадується як корабель того ж класу, що і «Новий Рубіж» (який був вкрадений «сім'ями Говарда» в романі «Діти Мафусаїла» у 2136 році за часом дії роману), отже, його екіпаж становив не менше 30 тисяч осіб.
«Авангард» згадується в романі «Час для зірок» як «перший корабель, посланий до іншої зірки, але зниклий безвісти». Історія побудови першого корабля поколінь описується в оповіданні 1947 року «Колумб був ідіотом».